# Erminio Visioli

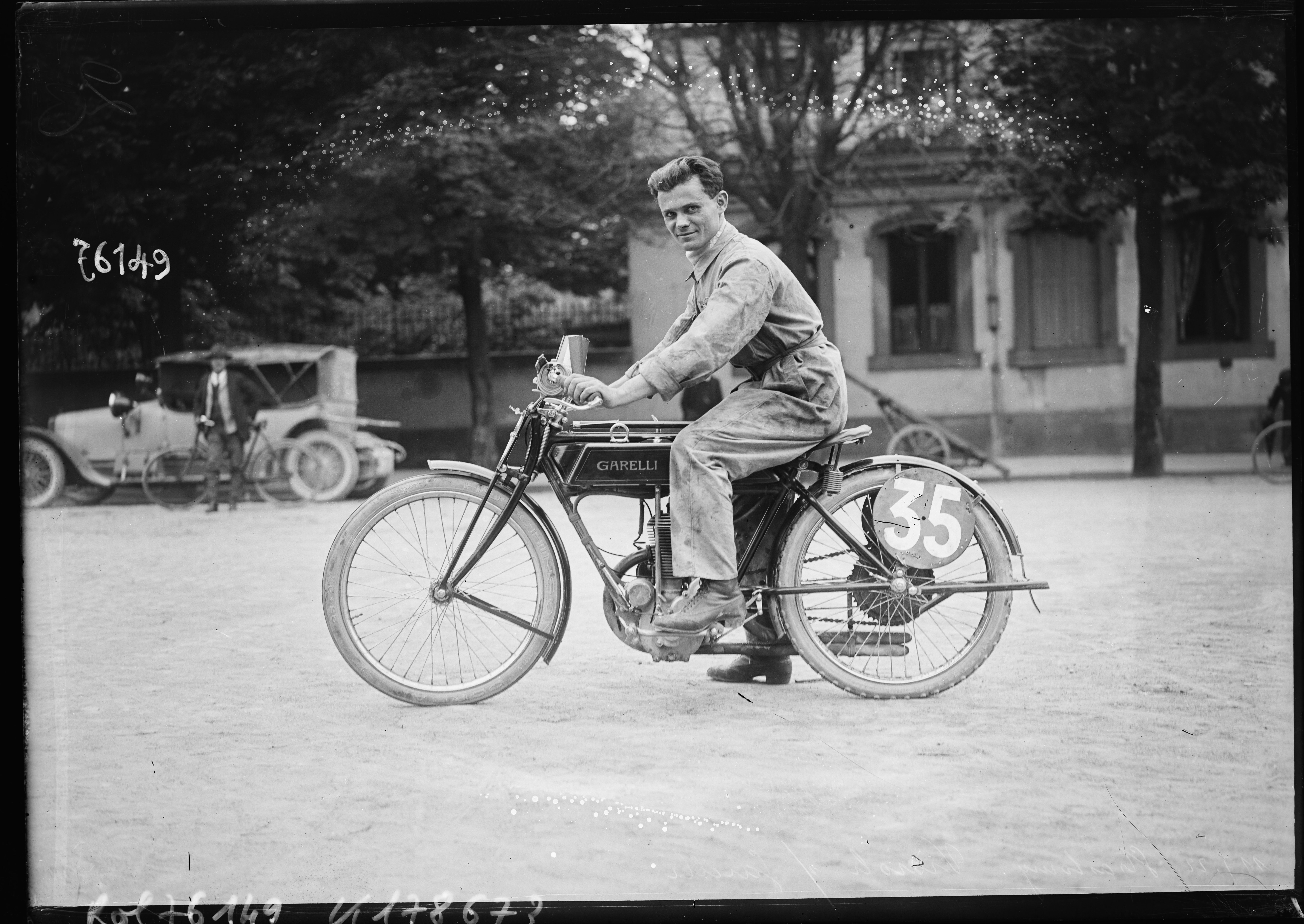
Visioli auf Garelli, 1922

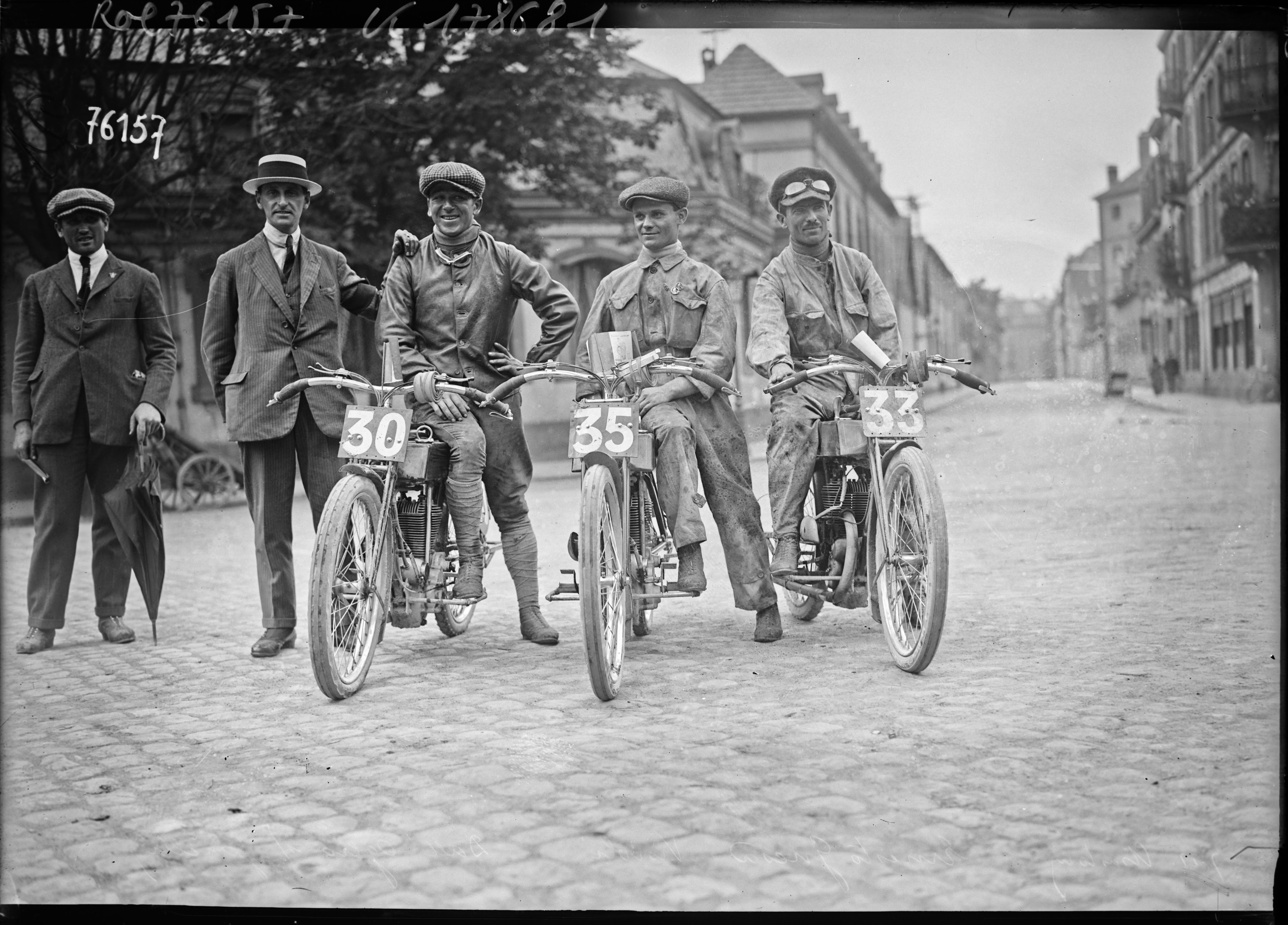
Die drei Garelli-Werksfahrer beim Großen Preis der Union Motocycliste de France 1922: Ernesto Gnesa, Erminio Visioli und Ottorino Dall’Oglio (v. l. n. r.)

Erminio Visioli (bl. 1920er-Jahre) war ein italienischer Motorradrennfahrer.
In seiner Laufbahn gewann Visioli zahlreiche Straßen- und Bergrennen und stellte mehrere Geschwindigkeitsweltrekorde auf.

## Werdegang
Visioli startete 1920 auf einer New Imperial-J.A.P. in der 1000-cm³-Klasse. Beim Lauf um die Italienische Meisterschaft des Jahres, dem Circuito di Valli del Ticino um Gallarate in der Lombardei am 5. September belegte er hinter Edoardo Winkler (Harley-Davidson) und Miro Maffeis (Indian) den dritten Platz.
Im Jahr 1921 siegte Visioli unter anderem im 350-cm³-Lauf beim Circuito del Sestrière auf Garelli sowie auf Harley-Davidson in den 1000-cm³-Rennen beim Circuito delle Tre Regioni in Mailand, bei der Coppa dell’Adriatico in Rimini und beim Bergrennen Aosta–Gran San Bernardino.
Als Werksfahrer für Garelli gewann Visioli am 12. Juli 1922 er auf der 350-cm³-Doppelkolben-Rennmaschine des Herstellers in Entzheim nahe Straßburg den Großen Preis der Union Motocycliste de France. Zweiter und Dritter wurden seine Teamkollegen Ernesto Gnesa und Ottorino Dall’Oglio. Neben zahlreichen weiteren Erfolgen erreichte Visioli in diesem Jahr außerdem auf Garelli den Sieg in der 350er-Klasse bei der über knapp 880 km ausgetragenen Raid Nord-Sud von Mailand nach Neapel.
Im Jahr 1923 war Visioli unter anderem auf einem 1000-cm³-Indian-Gespann beim Italienischen Seitenwagen-Grand-Prix auf der Hochgeschwindigkeitsbahn von Monza erfolgreich.
Am 6. September 1924 belegte Visioli im 500-cm³-Rennen um den III. Großen Preis der Nationen auf dem Circuito di Milano auf Moto Guzzi hinter Guido Mentasti (ebenfalls Moto Guzzi) den zweiten Rang. Der Grand Prix war gleichzeitig als I. Großen Preis der F.I.C.M. ausgeschrieben und einziger Wertungslauf für die erstmals in der Geschichte des Motorradsports vergebenen EM-Titel; Visioli wurde somit Zweiter der Motorrad-Europameisterschaft 1924 in der Halbliterklasse.
Visiolis letzte Platzierungen bei bedeutenden Rennen sind für das Jahr 1926 verzeichnet – unter anderem nahm er auf der 350-cm³-Garelli-Rennmaschine an der Isle of Man TT teil, bei der er im Junior-Rennen wegen eines Bruches des Gasgestänges ausschied.

## Rennsiege
| Jahr | Klasse            | Maschine        | Rennen                                        | Strecke / Ort                |
| ---- | ----------------- | --------------- | --------------------------------------------- | ---------------------------- |
| 1921 | 350 cm³           | Garelli         | Circuito del Sestrière                        | Sestriere                    |
| 1921 | 1000 cm³          | Harley-Davidson | Circuito delle Tre Regioni                    | Mailand                      |
| 1921 | 1000 cm³          | Harley-Davidson | Coppa dell’Adriatico                          | Rimini                       |
| 1921 | 1000 cm³          | Harley-Davidson | Bergrennen Aosta–Gran San Bernardino          | Aosta–Grosser Sankt Bernhard |
| 1922 | 350 cm³           | Garelli         | Circuito di Cremona                           | Cremona                      |
| 1922 | 1000 cm³          | unbekannt       | Bergrennen Como–Brunate                       | Como–Brunate                 |
| 1922 | 350 cm³           | Garelli         | Circuito di Valli del Ticino                  | Gallarate                    |
| 1922 | 350 cm³           | Garelli         | Großer Preis der Union Motocycliste de France | Straßburg                    |
| 1922 | 1000 cm³          | Harley-Davidson | Bergrennen Lugano–Monte Brè                   | Lugano–Monte Brè             |
| 1922 | 500 cm³           | Norton          | Bergrennen Luino–Monte Agra                   | Luino–Monte Agra             |
| 1922 | 350 cm³           | Garelli         | Raid Nord–Sud                                 | Mailand–Neapel               |
| 1923 | 350 cm³           | Verus-J.A.P.    | Circuito di Crema                             | Crema                        |
| 1923 | 1000-cm³-Gespanne | Indian          | Italienischer Seitenwagen-Grand-Prix          | Circuito di Monza            |
| 1923 | 1000 cm³          | Indian          | Circuito del Sestrière                        | Sestriere                    |
| 1924 | 1000 cm³          | Indian          | Circuito di Monferrato                        | unbekannt                    |